# 野百合 (宮沢昭のアルバム)
『野百合』（のゆり）は、宮澤昭のアルバム。1992年8月26日に東芝EMI - EAST WORLD・レーベル（現：ユニバーサルミュージック合同会社内EMIレコーズ・ジャパンレーベル）より発売された。規格品番：TOCT-6631。

## 概要
- 浅川マキプロデュースの “ゼロアワー・シリーズ（0000）” 001（つまり、最初のアルバム）。渋谷毅とのデュオ・アルバム[1]。

- 浅川マキのアルバムを二十年以上の月日に亘って発表してきた東芝EMIが、1991年に浅川マキに作品3枚のプロデュースを委ねた。そこには何の要求もなく、〝現在（いま）と云う時代のなかで稀有なチャンスに違いない〟と浅川マキは綴っている[2]。

- 本作と共に『From the Broken World』（トリスタン・ホンシンガー）、『COME FROM WITH』（植松孝夫）の二氏のアルバムも制作され、同日に発売された。

- 浅川マキはブックレットの中で、本作を含む三作品が完成した時の心境を以下のように綴っている。　いまこのとき、プロデュースした三枚の素敵な完成度の高い作品たちに酔いしれながら、やっぱり同じ気持ちに落ち入った。
　「どうしてなのかなあ」
　数多くの作品を創るたびに感じてきた。音楽と云う　形では見えないものだからか。いや、そんな事では毛頭ない。
　「創る」と云う事は、寂しいことなのだろうか。[2][3]

- 2024年6月19日にディスクユニオンから3作品（本作、トリスタン・ホンシンガー、植松孝夫）が、1992年当時のマスター音源を使用したCD〈規格品番：CAER1004〉とLP〈規格品番：CAER1001〉で29年振りに再発売された。なおレコードは初LP化となる。ディスクユニオン公式オンラインサイトで購入すると、もれなく各タイトル・ジャケットのアザーカットを使用した特典ポストカードが封入されている。

## 収録曲
| #         | タイトル              | 作詞      | 作曲   | 時間 |
| --------- | --------------------- | --------- | ------ | ---- |
| 1.        | 「野百合」            |           | 宮澤昭 | 5:58 |
| 2.        | 「12+2」              |           | 宮澤昭 | 2:09 |
| 3.        | 「秋意」              |           | 渋谷毅 | 3:49 |
| 4.        | 「BEYOND THE FLAMES」 |           | 渋谷毅 | 5:09 |
| 5.        | 「SEA HORSE」         |           | 宮澤昭 | 3:33 |
| 6.        | 「浜名湖」            |           | 宮澤昭 | 4:59 |
| 7.        | 「WATER BEETLE」      |           | 宮澤昭 | 3:23 |
| 8.        | 「DOZING BLUES」      |           | 宮澤昭 | 2:58 |
| 合計時間: | 合計時間:             | 合計時間: | 32:17  |      |

## クレジット

### 演奏者
- 宮澤昭（テナー・サックス）
- 渋谷毅（ピアノ & オルガン）

### 制作スタッフ
- MIXING & MASTERING ENGINEER：吉野金次
- MASTERING ENGINEER：相川洋一
- RECORDING ENGINEER：飯田益三
- ASSISTANT ENGINEER：杉原泰三

- DESIGNER：金沢良樹
- EDITOR：小島みどり
- PHOTOGRAPHER：市川幸雄
- 画：野中ユリ
- SPECIAL THANKS：澤和幸、大江久仁、鈴木教雄

- 企画制作・せなまる舎：柴田徹
- PRODUCER：浅川マキ

- DIRECTOR：近藤智洋、加茂啓太郎
- PROMOTION：水谷淳一
- PRODUCER：熊井誠、濱田均
- PRODUCER：下河辺静三
- EXECUTIVE PRODUCER：中曽根純也

- RECORDING STUDIO：東芝EMI第3スタジオ
- MIXING STUDIO：GOLDRUSH STUDIO
- MASTERING STUDIO：STUDIO TERRA
- RECORDING DATE：1991.12.5,6

## 発売形態
| 形態 | 発売日         | 品番                  | 発売元                                                        | 備考                         |
| ---- | -------------- | --------------------- | ------------------------------------------------------------- | ---------------------------- |
| CD   | 1992年09月05日 | TOCT-6556             | 東芝EMI                                                       | 【初出】オリジナル発売日。   |
| CD   | 1995年12月13日 | TOCT-9315             | 東芝EMI                                                       | 【CD再発】 廉価盤            |
| CD   | 2024年06月19日 | CAER-1004 (PROT-1366) | C.A.E. RECORD 制作：ユニバーサルミュージック 販売：disk UNION | 【CD再発】レコードと同時発売 |
| LP   | 2024年06月19日 | CAER-1001 (PROT-7265) | C.A.E. RECORD 制作：ユニバーサルミュージック 販売：disk UNION | 【初LP化】完全限定プレス盤   |